# Agelasta pici
Agelasta pici là một loài bọ cánh cứng trong họ Cerambycidae.